# ベンバイヨー (小惑星)
ベンバイヨー (11764 Benbaillaud) は小惑星帯にある小惑星。パロマー天文台のトム・ゲーレルスとライデン天文台のファン・ハウテン夫妻が発見した。
ツールーズ天文台の所長、パリ天文台の所長を務めたフランスの天文学者、バンジャマン・バイヨーに因んで名付けられた。